# Les Savoureuses
Pour plus de détails, voir Fiche technique et Distribution.
Les Savoureuses (Krankenschwestern-Report) est un film allemand réalisé par Walter Boos, sorti en 1972.

## Synopsis
À l'hôpital Saint-Martin de Munich, les journalistes découvrent des conditions intolérables. Les infirmières sont sous-payées et surmenées. Le seul changement réside dans les relations sexuelles avec les médecins et les patients, un médecin turc se révélant particulièrement intrusif.

## Fiche technique
Sauf indication contraire, les informations mentionnées dans cette section peuvent être confirmées par la base de données cinématographiques IMDb,  présente dans la section « Liens externes ».
- Titre français : Les Savoureuses ou L'Habit ne fait pas l'infirmière ou Rapport sur les infirmières[1]
- Titre original : Krankenschwestern-Report
- Réalisation : Walter Boos
- Scénario : Werner P. Zibaso
- Photographie : Klaus Werner
- Sociétés de production : Rapid Film, TV 13 Fernseh- und Filmgesellschaft
- Pays de production :  Allemagne de l'Ouest
- Langue de tournage : allemand
- Genre : Comédie érotique
- Durée : 81 minutes
- Date de sortie :
  - Allemagne de l'Ouest : 27 octobre 1972
  - France : 5 mars 1975[1]

## Distribution
- Doris Arden : Beate, infirmière
- Ibrahim Aslahan : Dr Abdul Ramin
- Dieter Assmann : Michael
- Ulrike Butz : Karin, infirmière
- Claudia Fielers : l'infirmière à la seringue d'anaphrodisiaque
- Felix Franchy : Dr Eder
- Leopold Gmeinwieser : un patient, monté par une infirmière au début du film
- Dieter Groest : Dr Bauer
- Dorit Henke : Hannelore, infirmière
- Karin Heske : Gertrud, infirmière
- Carmen Jäckel : Topsy, infirmière de Curacao
- Rosl Mayr : L'infirmière en chef
- Gernot Möhner : Bernd Mittler
- Frank Nossack : Dr Hans Moser
- Karel Otto : le médecin-chef
- Hasso Preiss : le patient dérangé dans son sommeil par l'infirmière Doris
- Dorothea Rau : Doris, infirmière
- Emily Reuer : Mme Hellwich
- Willy Schultes : Eichinger, gardien
- Barbara Stanek : Brigitte Mittler
- Ingrid Steeger : Melanie, infirmière
- Melitta Tegeler : Monika, infirmière, concubine de Dr Hellwich
- Birgit Tetzlaff : Marianne, infirmière
- Claus Tinney : le médecin-chef Dr Hellwich
- Elisabeth Volkmann : Isabella Ziegler
- Dagmar Walter : Dr Mettmann
- Dagobert Walter : Dr Mettmann
- Konstantin Wecker : Axel, le compagnon de l'infirmière Karin
- Elisabeth Welz : L'infirmière en chef
- Iris Wobker : l'infirmière qui chevauche un patient au début du film
- Nico Wolferstetter : Dr Nader

## Histoire
Les Savoureuses  suscite à sa sortie une hostilité massive à sa sortie. Elle a pour base des articles et des allégations dans la presse tabloïd. Des manifestations de la part du personnel hospitalier tout entier et des campagnes de signatures contre le film ont lieu dans tout le pays. Les organisations locales d'infirmières et les associations médicales professionnelles adressent des lettres de plainte au gouvernement et, progressivement, environ 3 200 plaintes pénales sont déposées auprès du parquet compétent de Munich contre la société de production, le réalisateur Walter Boos et la société de distribution Constantin Film. L'affaire devient un enjeu politique, notamment en Bavière. À Memmingen, Ingolstadt et dans d'autres villes bavaroises, les politiciens de la CSU dénoncent le film, tandis qu'au Landtag, le groupe parlementaire de la CSU intervient contre le « dénigrement important de la profession infirmière ».
Le 23 janvier 1973, Alfons Goppel, alors ministre-président de Bavière, se joint aux manifestations. Il demande au distributeur de retirer le film. Il ne le fait pas, mais le film est confisqué deux jours plus tard en raison d'une prétendue violation des articles 184 (diffusion d'écrits indécents) et 185 (insulte). Cependant, le juge de district compétent rejette la demande du procureur. Apparemment, suit la déclaration détaillée du directeur de la distribution de Constantin, qui indique essentiellement que des contrôles ont montré que la plupart des protestations proviennent de personnes qui n'ont pas du tout vu le film et que ces protestations ont le caractère d'une incitation à la polémique en termes du contenu et du ton et ont souvent même donné lieu à un appel ouvert à des "mesures" physiques. Le film ne diffame personne, c'est un film de divertissement normal avec des références érotiques que personne ne peut prendre au sérieux.
Le ministère public de Munich fait appel de la décision du tribunal de district. La décision en appel est rendue au cours de la dernière semaine de février 1973. Le tribunal régional de Munich parvient également à la conclusion que les délits d'insulte ou de calomnie ne sont pas remplis. Toutefois, trois scènes sont critiquées comme "indécentes" au sens de l'article 184 du Code pénal (ancienne version). Selon la société de location Constantin, il ne s'agit que de 93 secondes au total, qui sont supprimées de toutes les copies.
Le ministère public s'oppose à nouveau à la décision juridique permettant la diffusion du film, de sorte qu'en mai 1973, le film désormais raccourci de 93 secondes est à nouveau confisqué.
Le 18 octobre 1973, une audience sur cette affaire a lieu au Palais de Justice de Munich. Le ministère public aurait présenté un rapport démontrant "l'insulte faite au film à la sensibilité morale du public".
Les versions vidéo du film disponibles depuis 1979 ne durent que 61 minutes. Toutes les scènes de sexe qui se déroulent à l'hôpital (de Munich) sont entièrement coupées. À cette époque, des copies 35 mm normales étaient utilisées pour doubler une bande maîtresse. Il doit donc s'agir de la version érotique ou torse, qui fut finalement légalement diffusée au cinéma...